# Brachypsectra lampyroides
Brachypsectra lampyroides is een keversoort uit de familie Brachypsectridae. De wetenschappelijke naam van de soort is voor het eerst geldig gepubliceerd in 1930 door Blair.